# Karakul Lacus
Il Karakul Lacus è una struttura geologica della superficie di Titano.